# Heteroflexibilitat
L'heteroflexibilitat és una forma d'orientació sexual o capteniment sexual situacional caracteritzada per una activitat homosexual limitada malgrat una orientació fonamentalment heterosexual que es considera distinta de la bisexualitat. S'ha caracteritzat com "predominantment heterosexual". A voltes s'ha anomenat bicuriositat per descriure un ampli procés continu d'orientació sexual entre l'heterosexualitat i la bisexualitat. La situació corresponent en què predomina l'activitat homosexual també s'ha descrit com a homoflexibilitat.
L'heteroflexibilitat es pot definir com el "desig de provar... amb l'homoerotisme i l'excitació solament" i es refereix a l'etiqueta bicuriós; pot ser un estil de vida. El professor Ritch Savin-Williams afirma que la seua recerca actual revela que el grup de més ràpid creixement al llarg de la sexualitat contínua són els homes que s'identifiquen com "predominantment heterosexuals" en comparança amb etiquetes com a "mascles", "gais" o "bisexuals".
El professor Roma Castro afirma que l'heteroflexibilitat pot tenir una forma temporal, com és molt comuna en l'adolescència masculina, o ser un estil de vida més durador, i quan és així les pràctiques caracteritzen la identitat sexual heteroflexible, o heterogai.
L'heteroflexibilitat típica es considera que té una connotació bisexual positiva, i és sovint una etiqueta autoaplicada, tot i que l'ús del mot com un "insult de cultura pop" ha estat provat.